# Eriotrix
Eriotrix es un género de plantas herbáceas perteneciente a la familia de las asteráceas. Comprende 3 especies descritas y de estas, solo 2 aceptadas.

## Taxonomía
El género fue descrito por Alexandre Henri Gabriel de Cassini y publicado en Bull. Sci. Soc. Philom. Paris 1817: 32. 1817. La especie tipo es: Eriotrix juniperifolia Cass. = Eriotrix lycopodioides (Lam.) DC.

## Algunas especies aceptadas
A continuación se brinda un listado de las especies del género Eriotrix aceptadas hasta julio de 2012, ordenadas alfabéticamente. Para cada una se indica el nombre binomial seguido del autor, abreviado según las convenciones y usos.
- Eriotrix commersonii Cadet
- Eriotrix lycopodioides (Lam.) DC.